# آورو ۶۴۱ کومودور
آورو ۶۴۱ کومودور (به انگلیسی: Avro 641 Commodore) یک هواپیمای ساختِ کارخانهٔ آورو در کشور بریتانیا است. این هواپیما در ۱۹۳۴ میلادی نخستین پرواز خود را انجام داد.